# Générations futures
Cet article concerne le concept. Pour l'association, voir Générations Futures (association).
Les générations futures sont les générations d'êtres humains qui viendront après les générations actuelles.

Les besoins des générations futures sont l'un des fondements du concept de développement durable, dont la définition est la suivante : 

« un développement qui répond aux besoins des générations du présent sans compromettre la capacité des générations futures à répondre aux leurs. »

## Historique du concept philosophique
Le philosophe allemand Hans Jonas a posé dès 1979 la question de savoir si l'obligation d'avoir une postérité avait besoin d'être fondée : 

« Puisque de toutes façons existeront des hommes à l'avenir, leur existence qu'ils n'ont pas demandée, une fois qu'elle est effective, leur donne le droit de nous accuser nous, leurs prédécesseurs, en tant qu'auteurs de leur malheur, si par notre agir insouciant et qui aurait pu être évité, nous leur avons détérioré le monde ou la constitution humaine. Alors qu'ils peuvent tenir pour responsable de leur existence seulement leur géniteur immédiat (et que même là ils ont seulement droit à la plainte s'il y a des raisons spécifiques permettant de contester leur droit à avoir une progéniture), ils peuvent tenir des ancêtres lointains pour responsables des conditions de leur existence. Donc pour nous aujourd'hui, le droit qui se rattache à l'existence non encore actuelle, mais pouvant être anticipée, de ceux qui viendront plus tard, entraîne l'obligation correspondante des auteurs, en vertu de laquelle nous avons des comptes à leur rendre à propos de nos actes qui atteignent les dimensions de ce type d'effets. »

Jonas identifie un danger psychologique dans la promesse de prospérité et souligne que le progrès scientifique a un prix. Lucide sur les dangers de la technologie, il est conscient des limites de tolérance de la nature, concernant le problème de la nourriture, de la matière première et de l'énergie à l'échelle mondiale, et préconise un progrès avec précaution. De ce point de vue, il est à l'origine du principe de précaution.
Jonas voit dans les parents et les hommes d'État deux modèles essentiels sur lesquels se fonde le principe de responsabilité.
L'idée de responsabilité envers les générations futures a également été exprimée par le philosophe allemand Dieter Birnbacher, à la suite de son travail entamé en 1980 sur le thème « éthique et écologie ».

L'idée des responsabilités et des devoirs de l'humanité envers les générations à venir apparaît explicitement dans l'encyclique Centesimus annus de Jean-Paul II (1991) : 

« Dans ce domaine (la question de l'écologie), l'humanité d'aujourd'hui doit avoir conscience de ses devoirs et de ses responsabilités envers les générations à venir. »

## Débat
Selon le philosophe camerounais Ebénézer Njoh-Mouellé, la place attribuée aux générations futures dans la définition du développement durable cantonne les catégories défavorisées des générations des temps présents dans leurs conditions de vie marquées par des inégalités criardes dans la répartition des produits de la croissance. Cette définition tend à mettre l’accent sur le facteur quantitatif du développement à travers l’invitation à ne pas exploiter toutes les ressources naturelles, mais n'est pas accompagnée d’une vision qualitative qui aurait consisté à définir les principes d’une qualité de vie digne de l’être humain, tout en se détournant de l’« american way of life » caractérisé par la consommation à outrance. Selon lui, le concept de développement durable n'apporte pas une pensée nouvelle et des principes régulateurs qui rompraient avec le libéralisme.
Selon l'économiste Marc Guillaume, il y a urgence pour un « développement équitable », qui, au lieu de mettre l'accent sur l'affirmation d'une solidarité, quelque
peu virtuelle, à l'égard des générations futures, mettrait la priorité sur une solidarité effective, immédiate, entre tous les peuples.

## Prise en compte du concept

### En économie
En économie, l'arbitrage entre les générations présentes et les générations futures est fait par l'intermédiaire du choix d'un taux d'actualisation :
- avec un taux d’actualisation nul, on ne déprécie pas le futur, et donc on tient compte au maximum de l’intérêt des générations futures ; c'est cependant économiquement discutable car il existe une « préférence pure pour le présent » ;
- avec un taux d'actualisation fortement positif, on peut aboutir à des arbitrages en faveur des générations présentes et au détriment de l’intérêt des générations futures ; ce choix est indéfendable sur le plan éthique car il est du devoir des générations présentes de tenir compte du bien-être des générations futures, surtout lorsque les choix faits aujourd’hui ont des conséquences lourdes pour demain.

Claude Henry a réexaminé les rôles des concepts classiques d'instruments incitatifs, de normes, et de taux d'actualisation, pour introduire un critère d'équité intergénérationnelle pour assurer l'efficacité économique lorsque des ressources d'environnement sont en cause. C'est ce qu'il appelle le « principe de copropriété ».

### En politique
Le philosophe Dominique Bourg remarque que Benjamin Constant, en décrivant l'organisation du pouvoir législatif, distinguait deux chambres : l’une, dite chambre basse, représentait l’opinion actuelle du peuple par une assemblée d’élus, l'autre, dite chambre haute, représentait « la durée » – la continuité et le long terme – grâce à une assemblée héréditaire. La représentation moderne essaie en effet de trouver un équilibre entre la considération du présent et le respect du passé. Selon Dominique Bourg, l'avenir est un aspect négligé de la démocratie représentative moderne. Il requiert prédiction, précaution et innovation politique. Or le problème du changement climatique revêt un caractère intrinsèquement prospectif. En ce qui concerne les générations futures, la notion même de « représentation » est déroutante. C'est pourquoi il plaide pour une « démocratie écologique » qui, à côté de la représentation, réserve un espace pour la délibération à des acteurs de la société civile tels que les Organisations non gouvernementales.
Au Pays de Galles, est votée en 2015 une charte des générations futures.

### Dans le droit
Pour la juriste Mireille Delmas-Marty la notion de droit des générations futures  « marque un tournant dans l’approche anthropologique du droit occidental ».
Hans Jonas fait remarquer dans Le Principe responsabilité que la question posée par l'obligation d'existence des générations futures ne se pose pas sous l'angle des droits, mais plutôt des obligations, c'est-à-dire des devoirs :

« Nous n'avons pas tant à veiller sur le droit des hommes à venir – à savoir le droit au bonheur, ce qui, compte tenu du concept oscillant de bonheur, serait de toute façon un critère déplacé – que sur leur obligation, à savoir leur obligation d'être une humanité véritable : donc sur la faculté liée à cette obligation, la simple faculté de s'attribuer cette obligation, dont nous pouvons peut-être les priver avec l'alchimie de notre technologie “utopique”. Y veiller est notre obligation fondamentale à l'égard de l'avenir de l'humanité, dont dérivent seulement toutes les autres obligations à l'égard des hommes à venir. »

L'émergence de la notion d'écocide est liée au droit des générations futures.
En France, le Conseil pour les droits des générations futures, créé en 1993, n'a eu aucune activité significative, et a même été qualifié par un sénateur d'« objet administratif non identifié », avant d'être supprimé en 2003,,
Une  Charte de l'environnement, est adopté en 2004. Elle comporte, selon les termes du président Jacques Chirac, une innovation juridique, à travers la notion de devoir, notamment dans l'article 2 : « Toute personne a le devoir de prendre part à la préservation et à l'amélioration de l'environnement », et dans les articles 3, 4, 6, 8 et 9, ainsi qu'une référence au principe de précaution dans l'article 5.

### En religion

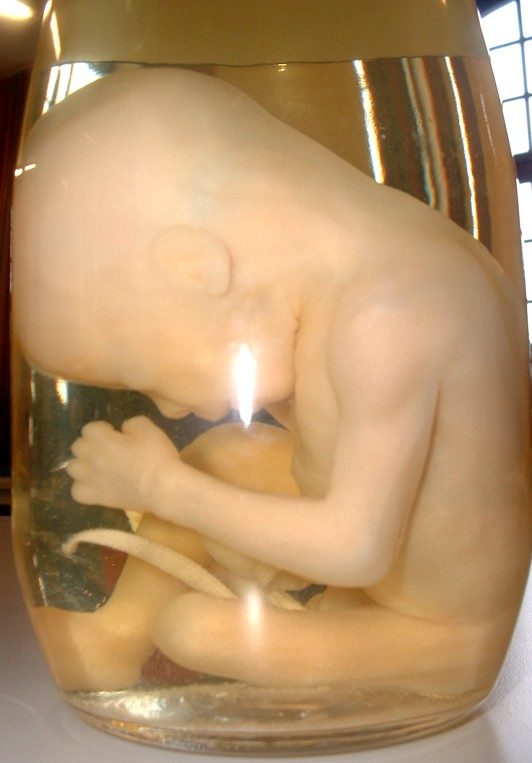
Un fœtus humain.

L'encyclique Laudato si' du pape François est la première encyclique qui s'intéresse explicitement aux questions de développement durable. Elle est sous-titrée « sur la sauvegarde de la maison commune », c'est-à-dire la sauvegarde de la Création.

Le pape constate les défauts de la gestion des ressources naturelles, pointant que nous ne prenons pas assez en compte leur disponibilité pour les générations futures : 

« On n’est pas encore arrivé à adopter un modèle circulaire de production qui assure des ressources pour tous comme pour les générations futures, et qui suppose de limiter au maximum l’utilisation des ressources non renouvelables, d’en modérer la consommation, de maximiser l’efficacité de leur exploitation, de les réutiliser et de les recycler. »

Il prône une nouvelle gouvernance prenant en compte les générations futures : « Il faut construire des leaderships qui tracent des chemins, en cherchant à répondre aux besoins des générations actuelles comme en incluant tout le monde, sans nuire aux générations futures ».
Commentant Gn (2, 15) (Dieu a placé l'homme dans le Jardin d’Éden, c'est-à-dire dans le monde, « pour le cultiver et le garder »), il souligne que la gestion de la Terre qui nous est confiée inclut la prise en compte des intérêts des générations futures : « Chaque communauté peut prélever de la bonté de la terre ce qui lui est nécessaire pour survivre, mais elle a aussi le devoir de la sauvegarder et de garantir la continuité de sa fertilité pour les générations futures ».
Il remarque l'incohérence des dirigeants entre leurs paroles et leurs actes : « Ceux qui n’affirment pas cela (que les problèmes de la faim et de la misère dans le monde auront une solution simplement grâce à la croissance du marché) en paroles le soutiennent dans les faits quand une juste dimension de la production, une meilleure répartition des richesses, une sauvegarde responsable de l’environnement et les droits des générations futures ne semblent pas les préoccuper ».
Il insiste sur le fait que la notion de bien commun inclut aussi les générations futures : « Les crises économiques internationales ont montré de façon crue les effets nuisibles qu’entraîne la méconnaissance d’un destin commun, dont ceux qui viennent derrière nous ne peuvent pas être exclus. On ne peut plus parler de développement durable sans une solidarité intergénérationnelle. Quand nous pensons à la situation dans laquelle nous laissons la planète aux générations futures, nous entrons dans une autre logique, celle du don gratuit que nous recevons et que nous communiquons ».
Il souligne aussi que la préoccupation pour les générations futures est liée au souci que l'on doit avoir vis-à-vis des plus pauvres : « notre incapacité à penser sérieusement aux générations futures est liée à notre incapacité à élargir notre conception des intérêts actuels et à penser à ceux qui demeurent exclus du développement ».
Reprenant les propos de Benoit XVI dans l'encyclique Caritas in veritate, il demande que « les coûts économiques et sociaux dérivant de l’usage des ressources naturelles communes soient établis de façon transparente et soient entièrement supportés par ceux qui en jouissent et non par les autres populations ou par les générations futures ».